# グロッタッツォリーナ
グロッタッツォリーナ（伊: Grottazzolina）は、イタリア共和国マルケ州フェルモ県にある、人口約3,200人の基礎自治体（コムーネ）。

## 地理

### 位置・広がり
フェルモ県のコムーネ。県都フェルモから西南西へ10kmの距離にある。

#### 隣接コムーネ
隣接するコムーネは以下の通り。
- ベルモンテ・ピチェーノ
- フェルモ
- マリアーノ・ディ・テンナ
- モンテ・ジベルト
- モントットーネ
- ポンツァーノ・ディ・フェルモ
- ラパニャーノ

### 気候分類・地震分類
グロッタッツォリーナにおけるイタリアの気候分類 (it) および度日は、zona D, 1986 GGである。
また、イタリアの地震リスク階級 (it) では、zona 2 (sismicità media) に分類される。

## 歴史
2009年、アスコリ・ピチェーノ県北部が分割されてフェルモ県が設置された際に、フェルモ県所属となった。